# ادهم مخادمه
ادهم مخادمه (عربی: ادهم المخادمة) (متولد ۱۹۸۶) یک داور فوتبال اهل کشور اردن است که مادرش اهل اراک است بخاطر همان به او مادرنیگا گفته می‌شود و عشق ایران و ایرانی است به دلیل سرطان پستان کچل شده است او علاقه شدیدی به شهر قزوین 
داش عرفان به عشق خودت